# Johannes Eichenhofer
Johannes Eichenhofer (* 1984) ist ein deutscher Rechtswissenschaftler.
Eichenhofer studierte von 2003 bis 2009 Rechtswissenschaft an der Freien Universität Berlin, der Humboldt-Universität zu Berlin und der Università degli Studi di Siena. Er wurde 2012 an der Martin-Luther-Universität Halle-Wittenberg promoviert. Von 2014 bis 2019 war er als wissenschaftlicher Mitarbeiter und Habilitand an der Universität Bielefeld tätig, wo er sich 2020 habilitierte. Danach war er Lehrstuhlvertreter in Freiburg, Karlsruhe, Bielefeld und Bochum. Seit 2022 ist er Professor für Öffentliches Recht, insbesondere Recht der Digitalisierung der Verwaltung, Informations- und Migrationsrecht.
Seine Forschungsschwerpunkte sind öffentlich-rechtlichen Fragen der Digitalisierung, zum Migrations- und Integrationsrecht sowie zum Sicherheitsrecht.

## Schriften (Auswahl)
- Polizei- und Ordnungsrecht (mit Christoph Gusy), 11. Auflage, Mohr Siebeck, Tübingen 2023.
- e-Privacy – Theorie und Dogmatik eines europäischen Privatheitsschutzes im Internet-Zeitalter (= JuS Publicum, Band 301), Mohr Siebeck, Tübingen 2021.
- Einwanderungsgesetz. Hallescher Entwurf zur Neuordnung der Dogmatik des Aufenthaltsrechts (mit Marcus Bergmann, Carsten Hörich, Constanze Janda, Robert Nestler, Katharina Stamm, Hannah Tewocht und Vinzent Vogt), Mohr Siebeck, Tübingen 2019.
- Aufenthaltsrecht (mit Bertold Huber und Pauline Endres de Oliveira) (= NJW Praxis, Band 98), C. H. Beck, München 2017.
- Begriff und Konzept der Integration im Aufenthaltsgesetz (= Schriften zum Migrationsrecht, Band 11), Nomos, Baden-Baden 2013.